# Куилу
Куилу (на френски: Kouilou) е една от 12 области на Република Конго. Разположена е в югозападната част на страната и граничи с анголската провинция Кабинда и Габон. Областта включва бреговата линия на Република Конго с Атлантическия океан. Столицата на Куилу е град Лоанго. Площта ѝ е 13 650 км², а населението е 91 955 души, по преброяване от 2007 г. Разделена е на 4 общини.